# Seznam zápasů turecké fotbalové reprezentace na MS
Turecká fotbalová reprezentace byla celkem 2x na mistrovstvích světa ve fotbale a to v letech 1954, 2002.
- Aktualizace po MS 2002 - Počet utkání - 10 - Vítězství - 5x - Remízy - 1x - Prohry - 4x

| Číslo | Soupeř      | Výsledek | MS      | Fáze turnaje             | Góly Turecka                                                           |
| ----- | ----------- | -------- | ------- | ------------------------ | ---------------------------------------------------------------------- |
| 1.    | SRN         | 1 – 4    | MS 1954 | základní skupina         | Suat Mamat                                                             |
| 2.    | Jižní Korea | 7 – 0    | MS 1954 | základní skupina         | Suat Mamat (2), Lefter Küçükandonyadis, Burhan Sargun (3), Erol Keskin |
| 3.    | SRN         | 2 – 7    | MS 1954 | dodatečný zápas o postup | Mustafa Ertan, Lefter Küçükandonyadis                                  |
| 4.    | Brazílie    | 1 – 2    | MS 2002 | základní skupina C       | Hasan Şaş                                                              |
| 5.    | Kostarika   | 1 – 1    | MS 2002 | základní skupina C       | Emre Belözoğlu                                                         |
| 6.    | Čína        | 3 – 0    | MS 2002 | základní skupina C       | Hasan Şaş, Bülent Korkmaz, Ümit Davala                                 |
| 7.    | Japonsko    | 1 – 0    | MS 2002 | osmifinále               | Ümit Davala                                                            |
| 8.    | Senegal     | 1 – 0    | MS 2002 | čtvrtfinále              | İlhan Mansız                                                           |
| 9.    | Brazílie    | 0 – 1    | MS 2002 | semifinále               | Ne                                                                     |
| 10.   | Jižní Korea | 3 – 2    | MS 2002 | o 3. místo               | Hakan Şükür, İlhan Mansız (2)                                          |